# Cleo Sertori
Cleo Sertori es uno de los personajes principales que se convirtió en sirena en la serie de televisión australiana H2O: Just Add Water. Junto con Emma y Rikki, Cleo descubrió sus poderes después de su viaje a la isla de Mako. Es interpretada por la actriz Phoebe Tonkin en el año 2006.

## Sobre ella
Cleo Sertori creció en una familia que estaba compuesta por ella, su padre: Don Sertori, su madre: Bev Sertori, y su hermana menor: Kim Sertori. Don es un pescador exitoso, es propietario de tres barcos de pesca y se puede permitir contratar a otras personas para su negocio. Mientras que Don tiende a trabajar mucho en el puerto, la madre de Cleo se suele quedar en casa, ya que es ama de casa. Cleo dijo que ella conocía a Lewis McCartney desde que tenían cinco años y nunca la había visto enojarse o frustrarse. Más tarde, conoció a Emma Gilbert y las dos se hicieron buenas amigas. La celebración del decimosexto cumpleaños de Cleo parece una buena idea al principio, pero se descubre que a Cleo le desagradan cada vez más sus fiestas con el paso del tiempo, desagrado causado porque su padre y su hermana persisten en la idea de darle una fiesta demasiado infantil.
Aunque no es tan rica como la familia de Emma, el padre de Cleo tiene un empleo de pesca que les permite tener suficiente dinero para vivir en una casa junto al canal. Se revela en el episodio "Hechizo de luna" que es intolerante a la lactosa. A diferencia de Emma, Cleo no se lleva bien con su hermana menor. En la mayoría de los casos, sería tanto el discutir y el llegar a los nervios de la otra (tanto como sea posible) lo que llevaría a sus padres a la locura.
Aparte de su familia cercana, se revela que Cleo también tiene una prima, Angela Sertori, que es aún más engañosa y manipuladora que Kim. Esto se descubre cuando esta, trató de engañarlos para que se pelearan para poder ir sola a hacer bodyboard. 
Su relación con Lewis había quedado solo como amistad. Aunque Lewis se había llegado a enamorar de Cleo, ella no corresponde a su amor platónico hasta el final de la serie, pues sigue cuidando de él y le anima cuando se siente mal.
Debido a que Cleo y Emma son mejores amigas antes de que Rikki Chadwick llegara, ellas se pueden llegar a entender mejor. Además, algunos miembros de sus familias se llevan bien. La familia de Emma se asocia a la de Zane, y eso hace que Cleo y Lewis lleguen a estar familiarizados con él también. 
En los primeros episodios de la primera temporada, Cleo parece haber tenido un pequeño flechazo con Byron, pero renuncia a él rápido porque le gusta a Emma.
Antes de convertirse en una sirena, Cleo le tenía miedo al agua y apenas sabía nadar. También tiende a depender de Lewis para el éxito académico en las dos primeras temporadas. Después de que él se fuera a estudiar a los Estados Unidos, Cleo tomó por sí misma sus estudios para mejorar y fue capaz de obtener un diploma de honor.

## Personalidad
En contraste con Emma y Rikki, Cleo es a menudo difícil, insegura y un poco tímida. Ella es la más "femenina" de las tres y tiene buenas intenciones. Ella es la más empática de las tres niñas que comparten un vínculo más estrecho con las criaturas del mar. Cleo le encanta sus peces y disfruta de cuidar de ellos ampliamente. Cuando Plutón, uno de sus peces de agua salada, murió, Cleo se entristecen por su partida. A diferencia de Rikki, Cleo cree que los peces son como las personas que viven, comen y juegan bajo el agua. Otro mamíferos marinos que se debe principalmente a la empatía son los delfines. En el parque marino en el que trabaja a tiempo parcial, Cleo comparte un vínculo cercano con un delfín llamado Ronnie.
A diferencia de Emma, Cleo tiende a la falta de confianza cuando se trata de hacer las cosas. Pero muchas veces que iba a necesitar el empuje derecho y el estímulo para poder llevar a cabo una tarea que se pensaba imposible. Y a diferencia de Rikki, Cleo tiende a ser más responsables y menos rebelde que la femenina, pero lo hace a menudo muestran un display de estar libre de preocupaciones de vez en cuando. En algún momento ella no escucha a la gente, sobre todo a su hermana, y esto a menudo la llevaría a diversas situaciones problemáticas o embarazosas.
Aparte de su personalidad femenina, Cleo es la más ingenua. Se ponía mucho de su fe en la gente, incluso en situaciones en las que parece ser imposible. Cada vez que un amigo o un familiar de ella se le acusa, Cleo no dudaría en defender a esa persona. A pesar de saber lo peor, Cleo se siguen negando la verdad negativa que se ha señalado por sus amigos. Con todo, Cleo iba a creer en sus amigos y familiares hasta el final.
Muchas veces Cleo es la que se está atrapada en medio de una discusión entre Emma y Rikki cada vez que pelea. Jugando a menudo el pacificador, que tiende a encontrarse dividido entre sus dos amigos, especialmente cuando ella insiste en no tomar un lado o del otro.

## Apariencia
Cleo tiene el cabello castaño ondulado un poco corto. Tiene los ojos verdes y una boca, nariz y mandíbula bien definidas. Es guapísima a pesar de algunas de sus inseguridades. A lo largo de la serie, Cleo solía arreglarse el pelo en varios estilos que van desde simples panes, trenzas, sueltas o caballo de cola. En la tercera temporada, sin embargo, tendía a llevar el pelo un poco más madura y menos desordenado. Estilos como el llevarlo simplemente alisado, rizado, o en un pin muy arriba, eran mucho más comunes en la tercera temporada. Su piel morena y bronceada. Ella tiene una figura esbelta. Como sirena, su pelo está suelto, tiene una cola de color dorado de escamas con un corpiño tipo coral. Cuando se trabaja medio tiempo en el parque marino, Cleo se pondría una camisa polo azul claro con una etiqueta con su nombre y una gorra de béisbol de color azul marino. En la serie de tres, que llevaba un traje de neopreno de color azul marino oscuro y negro cada vez que la formación de los delfines para espectáculos. Lleva un montón de ropa de colores sobre la base de su habilidad en el movimiento del agua en formas similares a los colores del viento. Sus colores favoritos son el morado y rosa, sobre la base de su ropa.

## Conversión en sirena
Cleo se convierte en una sirena en el primer episodio de " La metamorfosis . Después de ayudar a formar Emma por el momento su regazo, ella caminaba a su casa y fue engañada para ayudar a Zane Bennett reparar su barco. La decisión de hacerle una broma, él y Nate la dejó a la deriva sin su bujía, menos en barco y en el mar, a sabiendas de que apenas podía nadar. Rikki luego salta a bordo del barco y los lugares de la bujía en el motor, la rescata. Cleo y Rikki luego toman el barco para un viaje de placer. En el camino, las chicas se encontraron con Emma y la invitaron a venir. Con la despreocupación de Rikki van en el barco a mar abierto y a millas de la costa, las chicas pronto se dieron cuenta de que no tenía combustible en el medio del océano. Con pocas opciones, las tres chicas remaron su camino a la tierra más cercana que pudieron encontrar: La Isla De Mako.
Una vez en tierra en la isla desierta, Cleo y sus amigas reflexionaron sobre la forma en la de pedir ayuda. Siendo la más preparada del grupo, Emma sacó su teléfono móvil, pero solo para descubrir que no podía conseguir una señal. Emma sugirió que deberían dirigirse hacia el interior a una altitud más alta con la esperanza de obtener una señal de una llamada. A medida que se aventuraron en lo más profundo de la isla entraron en la pequeña selva de la isla.Las tres chicas pronto se encontraron con un claro donde una corriente del río se convierte en una cascada sobre las rocas. Mientras que Emma y Rikki son capaces de saltar a la pequeña cascada, Cleo fue vacilante y sin previo aviso, cayó en un agujero. Las otras dos la siguieron y continuaron con una salida de la cueva subterránea.
Unas horas después, las tres de ellas terminaron en el final del túnel y se encontraron el pozo de la luna con una piscina en la parte inferior del volcán inactivo de la isla. Emma se da cuenta de que la piscina de la luna está conectada al mar y puede ser su única salida. Confirmando una salida submarina Emma, Rikki convencieron a Cleo de que escapara con ellas. Cuando las tres entraron en la piscina, la luna llena, se alineó con la piscina de la luna, haciendo que la burbuja y el resplandor de un resplandor azul místico y emitiendo pequeños orbes mágicos de las partículas de luz en el aire. Ajeno a lo que estaba sucediendo a ellos, las chicas se aventuraron en mar abierto, donde fueron rescatados por la policía local de agua.
A la mañana siguiente, y doce horas después de su terrible experiencia, Cleo decidió tomar un baño de la mañana. Para su sorpresa, se transforma en una sirena con una gran cola colgando en el borde de la bañera solo diez segundos después de tocar el agua. Cleo más tarde confirma que no era la única que se convirtió en una mítica criatura del mar como Emma y Rikki ambas se convirtieron en sirenas también.
Cleo es la última persona en aceptar su nueva vida como una sirena, mientras que las otras dos estaban muy contentas, a pesar de la desventaja obvia. Sin embargo, más tarde superó su miedo y dudas y se esforzaba por vivir una vida normal y fue capaz de crecer y amar a sus nuevas habilidades.

## El Parque Marino
En Party Girls, Cleo se consiguió un trabajo como un alimentador de delfines en el mundo del mar de la Costa de Oro, lo que Emma piensa que es una mala idea en un principio. Al mismo tiempo, se convierte en una chica de los helados y, ocasionalmente, ayudaría a los otros miembros del personal alimentar a los tiburones y los animales otro tanque. En el parque marino, Cleo sabía que ella tiene que permanecer lejos de paseos llenos de agua. A veces, incluso se podría nadar con los delfines a espaldas de los otros miembros del personal. Fue allí donde Cleo se reunió Ronnie el delfín y los dos empezaron a ser amigos y compartir un profundo vínculo amistoso y juguetón (aunque en un principio, pensó que Ronnie se había enamorado de ella después de verla como una sirena). En la tercera serie fue promovida como un entrenador de delfines, pero hasta que le tomó un tiempo para dominar por completo sin voluntad de ayudar.

## Poderes de Sirena
Cleo tiene la capacidad de transformarse en una sirena diez segundos después de tocar el agua. Ella vuelve a convertirse en humana cuando en su forma de sirena esta completamente seca, y se transformara de nuevo en humana, junto con la ropa/traje/joyería/accesorios/atuendos que llevaba antes de que se transformara. Como una sirena, Cleo tiene la capacidad de nadar a una velocidad extraordinaria de 600km/h y mientras hace esto, su cuerpo esta envuelto en burbujas que usa como corriente de chorro para nadar aún más rápido.

## Poderes avanzados
Después de caer en el hechizo de luna junto con Emma y Rikki, las tres se dirigen hacia la isla Mako, (específicamente al estanque lunar). Al llegar, las tres chicas son recibidas con la luz de la luna, la cual cae en el estanque provocando que bajo este se empiecen a brotar burbujas, mientras que el agua del estanque comienza a brillar con un tono azul místico y de este comenzara a emitir orbez de luz mágica de un tono amarillento. Tras esto, Cleo y el resto de las chicas obtienen nuevos poderes y sus poderes originales se amplificarán a niveles muy altos. Después de esto, llegaría Lewis, quien llama a las chicas por sus nombres, este fue recibido por Cleo, quien tras ser opacada por las palabras de Lewis pondría en uso su nuevo poder, Aerokinesis con el cual le lanza una ráfaga de viento a Lewis. Y junto con Rikki y Emma uniendo sus poderes, logran levantar a Lewis hasta sacarlo del lugar, formando así una gigantesca tormenta eléctrica.
La Aerokinesis es la versión amplificada de Hidro-kinesis la cual obtuvo Cleo en una luna llena especial junto con una extraña alineación planetaria. Cleo usa este poder para crear y lanzar ráfagas de viento, y levantar objetos y personas en el aire, aunque Cleo no ha demostrado poder levantar personas u objetos en el aire. (A diferencia de Charlotte que podía hacer levitar a tres chicas a la vez) por lo que se cree que necesita la ayuda de Rikki y Emma con su atmokinesis combinada para hacer flotar a una persona.

## Relaciones

### Lewis McCartney
Cleo y Lewis se hicieron amigos desde que tenían cinco años de edad. A medida que creció, Lewis desarrolló un agolpamiento en ella, pero ella solo estaba interesado en ser amigos de él. Más tarde, Cleo admitió que es enamorarse de Lewis y los dos comenzaron una relación,  al final de la temporada 1 después de que admitió sus sentimientos por el otro. Al comienzo de la temporada 2, después de Cleo tiene sus nuevos poderes , Lewis se convierte en pegajoso y no darle espacio suficiente. Cleo rompe con él para encontrar el equilibrio. Cuando Lewis comienza a salir con Charlotte, Cleo se puso celosa. Nueva amistad con Charlotte Lewis hizo aparecer más cerca de él en sus aficiones e intereses, lo que Cleo a ser cada vez más cansada de Charlotte. Cuando Lewis trató de desviar la atención de Charlotte lejos de Cleo en la isla de Mako, Charlotte tuvo su oportunidad de darle un beso y hacer que una pareja oficial. Cleo tiene el corazón roto y aceptado el hecho de que Lewis se está moviendo lejos de ella, sin saber que Lewis solo lo hizo para proteger su secreto sirena de Charlotte.
Después de Charlotte se convirtió en una sirena , ella aisladas Cleo de Lewis y se rompió el espíritu haciéndola creer que es patético y le robó el relicario. Cuando Lewis se enteró de la verdad, él rompe con Charlotte y se fue para salvar a Cleo de los tiburones. A continuación, admite sus verdaderos sentimientos por Cleo y ambos volvieron a estar juntos. Cleo y Lewis continuará manteniendo su relación en la temporada 3, pero cuando Lewis recibe una beca de América, Cleo no quería dejarlo ir. Pero sabiendo que no puede ser la razón para que no lograr su sueño, aceptó la decisión de dejarlo ir. A pesar de que se han ido, Cleo y Lewis todavía mantienen en contacto entre sí. Al final de la temporada 3, Lewis vuelve de Estados Unidos para visitar a Cleo en su graduación. Se reúnen y terminan en el the bar de zumos. Se besan y bailar con la música de Bella.

### Ryan Tate
Poco después de la salida de Lewis, Cleo conoce a Ryan Tate quien se siente atraído por Cleo, un geólogo trabaja con su madrastra, Samantha. Bella la anima a salir con él, pero Cleo decidió permanecer fiel a Lewis. Sin embargo, ella empieza a desconfiar de él cuando sus sospechas sobre la isla de Mako va demasiado lejos.
- Datos: Q2835996